# Bula pod Rysami

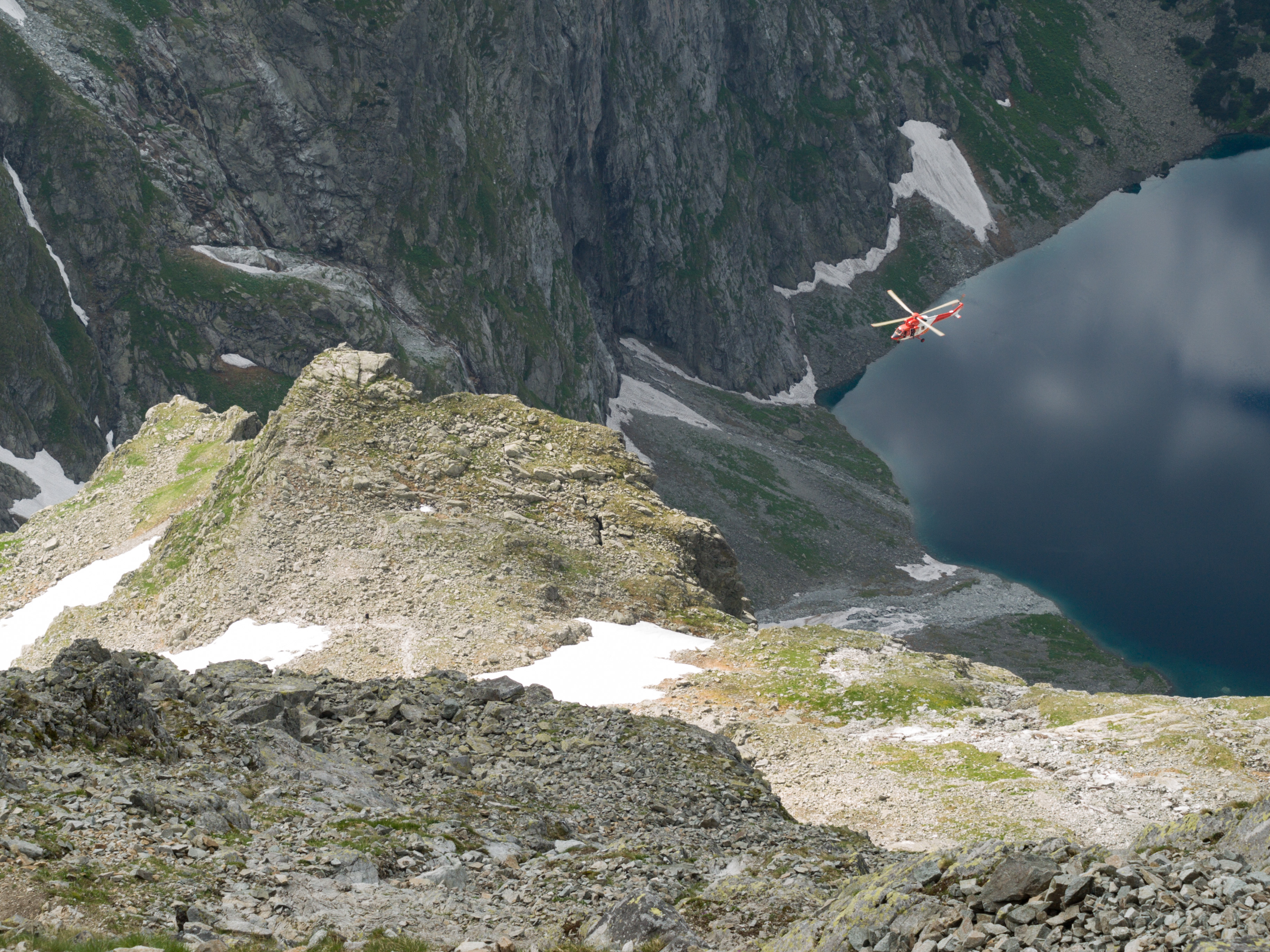
Wierzchołek jest lądowiskiem dla śmigłowca TOPR, w prawej części tarasu widać Szparę pod Rysami

Bula pod Rysami (2054 m n.p.m.) – według W.H. Paryskiego bula, według W. Cywińskiego poderwany ku pn.-zach. płaskowyż z kilkoma dominującymi kupami kamieni ograniczający od północy Kocioł pod Rysami w Tatrach Polskich. Lewym ograniczeniem ściany, oddzielającym Bulę pod Rysami od masywu Niżnich Rysów, jest urwisty Żleb Orłowskiego. W ścianie wyróżniają się:
- północne żebro, składające się z trzech uskoków, z których najwyżej położony jest największy i najbardziej stromy; dolna ostroga żebra jest najniższym punktem całej ściany
- Dziewiczy Żleb, zwany też (od swojego kształtu) S-ką, o różnicy wzniesień 240 m, zakończony na dole pionowym 30-metrowym progiem; żleb ten został w całości pokonany przez taterników dopiero w marcu 2002 r.[1]
- środek ściany o kształcie trapezu; dolna część zbudowana jest ze stromych płyt przetykanych trawami, wyżej znajduje się obszerny trawnik, a nad nim pionowa, 30-metrowa ścianka
- zachodnie żebro, zwane Filarem Wigilijnym, o 200-metrowej różnicy wzniesień i podstawie w Żlebie pod Rysami.

Płaskowyż, stanowiący wierzchołek Buli pod Rysami, zwęża się od strony południowo-wschodniej i tworzy wypukłość, wrastającą w Grzędę Rysów w 1/3 jej wysokości. Dzieli ona Kocioł pod Rysami na większą część zachodnią i mniejszą wschodnią. Obie te części są hydrologicznie odrębne – zachodnia odwadniana jest przez Żleb pod Rysami, wschodnia przez Żleb Orłowskiego. Takie ukształtowanie terenu dowodzi, że Bula pod Rysami znajduje się w masywie Rysów, a nie Niżnych Rysów, jak to było błędnie podawane w starszej literaturze (m.in. w Wielkiej encyklopedii tatrzańskiej).
W odległości około 10 metrów od krawędzi tarasu znajduje się na wysokości 2047 m Szpara pod Rysami, szczelinowa jaskinia o długości 16,5 m i głębokości 7 m. Według W.Cywińskiego ukształtowanie pęknięcia wskazuje na to, że w przyszłości nastąpi tu potężny obryw skalny.
Płaski wierzchołek Buli pod Rysami jest dogodnym lądowiskiem dla śmigłowców TOPR, wykorzystywanym podczas akcji ratunkowych w okolicy. Pierwsze takie wydarzenie w historii miało miejsce 11 lutego 1976 r., kiedy śmigłowiec wylądował tu by zabrać do szpitala taternika nieprzytomnego po wypadku na Niżnych Rysach.

## Szlaki turystyczne
Przez południowo-wschodni skraj tarasu prowadzi szlak turystyczny na Rysy.
 – czerwony od schroniska nad Morskim Okiem wschodnim lub zachodnim brzegiem Morskiego Oka na próg Czarnego Stawu, dalej przez Kocioł pod Rysami i Bulę pod Rysami na wierzchołek Rysów
- Czas przejścia od schroniska nad Morskim Okiem nad Czarny Staw: 50 min, ↓ 40 min
- Czas przejścia znad Czarnego Stawu na szczyt Rysów: 3 h, ↓ 2:30 h.

## Drogi wspinaczkowe
1. Filar wigilijny; III, miejsce IV w skali tatrzańskiej, wariant A0, czas przejścia 3 godz.
2. Prawą częścią północnej ściany; II, 1 godz.
3. Środkiem północnej ściany; III, miejsce IV, 5 godz.
4. Dziewiczym Żlebem z ominięciem górnego progu; II, dolny próg A2, czas pierwszego przejścia 9 godz.
5. Lewą częścią ściany; II, 2 godz.
6. Przez dolną część północno-zachodniej ściany Niżnich Rysów; II, 30 min[1]